# Michael Memelauer
Michael Lothar Memelauer (Sindelburg, 23 settembre 1874 – Sankt Pölten, 30 settembre 1961) è stato un vescovo cattolico austriaco.

## Biografia
Michael Lothar Memelauer nacque a Sindelburg, nell'Impero austro-ungarico nel 1874; suo padre era professore di filosofia nel ginnasio locale; frequentò la scuola di Oed e lo Stiftsgymnasium a Seitenstetten; dopo gli studi teologici a Sankt Pölten, fu ordinato sacerdote il 14 gennaio 1897 dal vescovo Johannes Baptist Rößler.
Ebbe una lunga carriera ecclesiastica, divenendo nel 1904 curato di Sankt Pölten e nel 1917 canonico della sua cattedrale; durante la prima guerra mondiale fu cappellano militare di un reparto di cavalleria dell'esercito austro-ungarico sul fronte orientale.
Il 18 aprile 1927 fu nominato vescovo di Sankt Pölten da papa Pio XI, succedendo al vescovo Rößler; il 26 maggio fece il suo ingresso alla presenza del cardinale Friedrich Gustav Piffl, arcivescovo di Vienna, di Johannes Maria Gföllner, vescovo di Linz, e di Joseph Pfulger, arcivescovo titolare di Macra, officiando la sua prima messa come vescovo nella cattedrale di Sankt Pölten.
Nel 1952 venne nominato coaudiatore dall'arcivescovo di Vienna Franz König; per qualche tempo esercitò anche la carica di primate dell'Austria in occasione dell'instabilità dell'arcivescovo di Vienna Theodor Innitzer; inoltre fu confessore personale dell'arciduca Giuseppe Ferdinando d'Asburgo-Toscana.

## Genealogia episcopale e successione apostolica
La genealogia episcopale è:
- Cardinale Scipione Rebiba
- Cardinale Giulio Antonio Santori
- Cardinale Girolamo Bernerio, O.P.
- Arcivescovo Galeazzo Sanvitale
- Cardinale Ludovico Ludovisi
- Cardinale Luigi Caetani
- Cardinale Ulderico Carpegna
- Cardinale Paluzzo Paluzzi Altieri degli Albertoni
- Papa Benedetto XIII
- Papa Benedetto XIV
- Papa Clemente XIII
- Cardinale Bernardino Giraud
- Cardinale Alessandro Mattei
- Cardinale Pietro Francesco Galleffi
- Cardinale Giacomo Filippo Fransoni
- Cardinale Carlo Sacconi
- Cardinale Edward Henry Howard
- Cardinale Mariano Rampolla del Tindaro
- Cardinale Rafael Merry del Val
- Cardinale Raffaele Scapinelli di Leguigno
- Cardinale Friedrich Gustav Piffl, C.R.S.A.
- Vescovo Michael Memelauer

La successione apostolica è:
- Cardinale Franz König (1952)
- Vescovo Franz Žak (1956)

## Onorificenze
- Ordine di San Silvestro Papa
- Ordine equestre del Santo Sepolcro di Gerusalemme